# 门士乡
门士乡，是中华人民共和国西藏自治区阿里地区噶尔县下辖的一个乡镇级行政单位。

## 行政区划
门士乡下辖以下地区：
门士村和索多村。